# Septendeciljard
Septendeciljard är talet 10105 i tiopotensnotation, och kan skrivas med en etta följt av 105 nollor, alltså
1 000 000 000 000 000 000 000 000 000 000 000 000 000 000 000 000 000 000 000 000 000 000 000 000 000 000 000 000 000 000 000 000 000 000 000.
Ordet septendeciljard kommer från det latinska prefixet septendeca- (sjutton) och med ändelse från miljard.
En septendeciljard är lika med en miljon sexdeciljarder eller en miljondel av en octodeciljard.
En septendeciljarddel är 10−105 i tiopotensnotation.